# Jamesonia rotundifolia
Jamesonia rotundifolia är en kantbräkenväxtart som beskrevs av Fée. Jamesonia rotundifolia ingår i släktet Jamesonia och familjen Pteridaceae. Inga underarter finns listade.